# Hospital Municipal de Trauma y Emergencias Dr. Federico Abete
El Hospital Municipal de Trauma y Emergencias Dr. Federico Abete, más conocido como "Hospital de Trauma", es un centro hospitalario destinado a la atención de todas las emergencias médicas ya sean por enfermedades agudas o accidentes de cualquier tipo, sea tanto de pacientes individuales como víctimas en masa. De éste Hospital dependen, además, el Centro Municipal de Cirugía Robótica y el Centro Municipal de Obesidad y Enfermedades Metabólicas Dr. A. Cormillot que lindan con el mismo.
En el año 2009 fue elegido por el gobierno de la Provincia de Buenos Aires para ser el centro de atención de los casos más severos de los afectados por el virus de la gripe A H1N1, incorporando un apartado de alta complejidad destinado a la detección de dicho virus. El equipo denominado “PCR en tiempo real”, tenía como objetivo detectar el genoma viral en solo cuestión de horas.
El establecimiento también colaboró con el Museo de La Plata en el estudio de dos momias egipcias y un paquete funerario que forman parte de su colección desde 1888. Sometidas a tomografías 3D, se pudo saber más sobre la condición de los esqueletos, el nivel social y las enfermedades sufridas por estos personajes momificados en el siglo VII antes de Cristo.

## Ubicación
El Hospital se encuentra en la calle Miraflores de la localidad de Pablo Nogués, en su cruce con la Ruta Provincial 24 (Buenos Aires), ex nacional 197, y a pasos de la estación  del FF.CC. Gral. Belgrano. Se ubica a tres kilómetros de la ex ruta nacional 8 (límite con el Municipio de José C.Paz), y a cinco kilómetros de la autopista Panamericana. Cuenta con una superficie cubierta de aproximadamente cuatro mil metros cuadrados.

## Sistema
El sistema informático de atención, turnos, historias clínicas entre otras aplicaciones, está diseñado en red para la disposición tanto para las diferentes áreas del hospital como del resto del sistema de Salud del partido, posibilitando el acceso rápido y el intercambio de información entre profesionales.
Tanto el nosocomio como el resto del sistema de Salud del partido están equipados con un sistema digital de archivo de imágenes radiográficas (RIS/PACS) para optimizar la caliadad de imagen y acelerar el diagnóstico, reducir los costos de placas, reducir la generación de químicos nocivos para el medio ambiente, así como el intercambio de estudios de cualquier otro punto del país o el exterior en tiempo real. La inversión para dicho sistema con su correspondiente equipamiento de máquinas fue de dos millones cuatrocientos mil pesos provenientes de fondos municipales.

## Especialidades
- Clínica médica
- Cirugía
- Emergentología
- Traumatología
- Cardiología
- Diagnóstico por Imágenes
- Urología
- Gastroenterología
- Ginecología
- Diabetología
- ORL
- Oftalmología
- Odontología
- Nefrología
- Neurología
- Nutrición
- Endocrinología
- Cirugía Plástica
- Cirugía estética

## Sectores Edilicios

### Área de Urgencias
Ámbito para el tratamiento de pacientes de guardia en consultorios, camas de observación y sus correspondientes salas de espera y sanitarios públicos, salas de rayos, laboratorio, tomografía y enfermería.

### Área de Emergencias
Para el tratamiento de situaciones críticas, cuenta con Shock Room y área de procedimientos para los primeros cuidados: Área quirúrugica, salas de recuperación postquirurgica, intenación en UTI y Terapia Intermedia con sus correspondientes servicios y áreas complementarias, esterilización, etc.

### Área de Servicios
Cocina completa, mantenimiento, morgue, oficinas administrativas, etc. Es importante mencionar que se cuenta con un sector de internación específico para detenidos, con custodia policial.

### Primer piso
Se encuentra los departamentos de estadística, administración central, facturación, archivo, docencia e investigación, y la oficina de contrataciones.

### Segundo piso
Sala de máquinas, y los sectores de informática y sistemas.

El centro médico cuenta también con un Resonador abierto, un mamógrafo y un PET–CT.